# Комисија међународног права
Комисија међународног права је орган Организације уједињених нација. Њу је основала Генерална скупштина ОУН 1947. године са циљем кодификације и унапређења међународног права.

## Порекло
Неколико покушаја кодификовања међународног права претходили су стварању комисије. Рад који ће довести до формирања овог тела започео је Резолуцијом Друштва народа од 22. септембра 1924. године, а многи концепти из ове резолуције прихваћени су у члану 13. Повеље УН у оме стоји: „1. Генерална скупштина ће започињати истраживања и чинити препоруке у циљу: а.... подстицања прогресивног развоја међународног права и његове кодификације.“ Комисију чини 34 члана које бира Генерална скупштина. Чланови наступају у својству појединаца а не као представници својих држава.

## Рад комисије
Рад комисије довео је до стварања низа конвенција и других радова у области међународног права који су кључни за трентуни међународни правни поредак, као што су на пример:
- Бечка конвенција о уговорном праву
- Бечка конвенција о сукцесији држава
- Бечка конвенција о дипломатским односима
- Нацрт конвенције о одговорности држава;
- Међународни кривични суд, предложен 1949. на захтев Генералне скупштине ОУН.